# Temporada 1901-1902 del Liceu
La temporada 1901-1902 s'estrenà Götterdämmerung de Wagner i, tal com havia passat la temporada anterior amb Sigfrid, no agradà. I això malgrat els esforços de la direcció del Liceu, que una ultra vegada va enviar els escenògrafs i el tècnic electricista a Bayreuth. I és que les dificultats que ofereix Siegfrid queden augmentades en aquesta obra si més no per la seva durada.
La temporada hivernal d'òpera començà el 15 d'octubre formada pel següent elenc:
- Mestres directors d'orquestra: Franz Fischer, Joan Goula. Giuseppe Barone, Joan Goula Fité i Joaquim Marin.
- Sopranos: Marguerite Picard, Honorina Popovici, Lina Bel Sorel, Concetta Bordalba, Isabella Grassot, Usa Bardi, Giulia Biondelli, Elsa Laveroni.
- Mezzosopranos: Armida Parsi-Pettinella, Pauline Schöller, Wanda Borisoff, Josefina Giaconia.
- Tenors: Raffaele Grani, Julián Biel, Josep Palet, Luis Iribarne, Dante Zucchi.
- Barítons: Alessandro Arcangeli, Maurizio Bensaude i Luigi Baldasari.
- Baixos: Luigi Rossato, Agustín Calvo, Giovanni De Colet.

La temporada de primavera començà el 30 de març formada pel següent elenc:
- Mestres directors d'orquestra: Joan Goula i Joan Goula Fité.
- Sopranos: Avel·lina Carrera, Carme Bonaplata, Lina Bel Sorel.
- Contralts: Bianca Lavin.
- Tenors: Giuseppe Agostini, Angelo Angioletti, Giuseppe Cremonini, Guillaume Ibos, Antoni Oliver.
- Barítons: Ramon Blanchart, Franco Nicoletti, Luigi Baldasari.
- Baixos: Luigi Rossato i Marco Barba.[2]

| Temporada 1901-1902 del Liceu |                                  |                  |                   | |           |                                 |
| Òpera                         | Compositor                       | Director musical | Director d'escena | Papers principals | Producció | Dates                           |
| Götterdämmerung               | Richard Wagner                   | Franz Fischer    | Cesare Sonino     | Raffaele Grani, Marguerite Picard, Giulia Biondelli, Luigi Baldassari, Mauricio Bensaude/Alessandro Arcangeli, Luigi Rossato |           | 16 de novembre                  |
| Lohengrin                     | Richard Wagner                   | Franz Fischer    |                   | Josep Palet, Luigi Rossato, Concepció Bordalba, Armida Parsi-Pettinella, Alessandro Arcangeli                                |           | 23 de novembre                  |
| Aida                          | Giuseppe Verdi                   | Franz Fischer    |                   | Josep Palet, Wanda Borisoff, Luigi Rossato, Honoria Popovici, Alessandro Arcangeli                                           |           | 27 de novembre                  |
| Sigfrid                       | Richard Wagner                   | Franz Fischer    |                   | Margherite Picard, Wanda Borisoff, Raffaele Grani, Dante Zucchi, Achille Moro, Agostino Guaccarini                           |           | 7 de desembre                   |
| Hänsel und Gretel             | Engelbert Humperdinck            | Franz Fischer    |                   | Bardi, Baroli, Giaconia, Pauline Schöller, Luigi Baldasari                                                                   |           |                                 |
| L'Africana                    | Giacomo Meyerbeer, Luigi Rossato |                  |                   | Julián Biel, Ines Bordalba, Anita Casals/Giulia Biondelli, Alessandro Arcangeli, Luigi Rossato                               |           | desembre                        |
| Il trovatore                  | Giuseppe Verdi                   | Joan Goula Fité  |                   | Maurizio Bensaudè, Concepció Bordalba, Armida Parsi-Pettinella, Julián Biel, Luigi Baldassari                                |           | 15, 19 gener                    |
| Els Pirineus                  | Felip Pedrell                    | Joan Goula       |                   | Armida Parsi-Pettinella, Isabel Grassot, Escursell, Grani, Bensaude, Luis Iribarne                                           |           | 4 de gener                      |
| La traviata                   | Giuseppe Verdi                   | Giuseppe Barone  |                   | Hariclea Darclée, Luis Iribarne, Eugeni Laban                                                                                |           | 16 de gener                     |
| Mefistofele                   | Arrigo Boito                     |                  |                   | Hariclea Darclée, Luigi Rossato                                                                                              |           | 17 de gener                     |
| Aida                          | Giuseppe Verdi                   |                  |                   | Concepció Bordalba, Wanda Borisoff, Josep Palet/Julian Biel, Mauricio Bensaude, Luigi Rossato                                |           | 26 de gener                     |
| Tosca                         | Giacomo Puccini                  | Joan Goula       |                   | Carme Bonaplata-Bau, Giuseppe Agostini, Ramon Blanchart, Luigi Baldassari, Marc Barba, Antoni Oliver, Luis Visconti          |           | 30, 31 març / 3, 6, 9, 12 abril |
| Tannhäuser                    | Richard Wagner                   | Joan Goula       |                   | Jaume Bachs, Luigi Rossato, Ramon Blanchart, Avel·lina Carrera, Isabel Grassot, Visconti, Antoni Oliver                      |           | 5 d'abril                       |
| La Gioconda                   | Amilcare Ponchielli              |                  |                   | Carme Bonaplata, Bianca Lavin, Giuseppe Agostini, Franco Nicoletti, Luigi Rossato,                                           |           | 5 d'abril                       |
| Mefistofele                   | Arrigo Boito                     |                  |                   | Josep Palet, Carrera, Bianca Lavin, Luigi Rossato,                                                                           |           | 17 d'abril                      |
| Aida                          | Giuseppe Verdi                   |                  |                   | Josep Palet, Avel·lina Carrera, Bianca Lavin, Luigi Rossato, Ramon Blanchart, Marco Barba                                    |           | 17 d'abril                      |
| Manon                         | Jules Massenet                   |                  |                   | Giuseppina Baldassarre |           | maig                            |